# Wasan
En la historia de las matemáticas, el.  wasan (和算?), denotan un tipo genuinamente distinguido de matemáticas desarrollado en Japón durante el periodo Tokugawa (1603-1868), cuando el país estaba aislado de las influencias europeas. Por ejemplo, Kowa Seki desarrolló algunas ideas del cálculo infinitesimal más o menos en la misma época que Leibnitz y Newton, sus contrapartes europeas.
Al comienzo del periodo imperial (1868-1945), el país se abrió al occidente y adoptó la matemática occidental, lo cual llevó a un declive en las ideas usadas en el wasan.

## Importantes matemáticos del wasan
- Mōri Kanbei – desarrolló métodos aritméticos para el soroban, el cual es el ábaco japonés
- Yoshida Mitsuyoshi (1598-1672)
- Seki Kōwa (1642-1708) – principio del círculo enri, el cual representa una primitiva forma del cálculo integral.
- Takebe Kenkō (1664-1739)
- Matsunaga Ryohitsu (1718-1749)
- Kurushima Yoshita (?-1757)
- Arima Raido (1714-1783)
- Ajima Naonobu (1739-1783)
- Aida Yasuaki (1747-1817)
- Sakabe Kohan (1759-1824)
- Hasegawa Ken (aprox. 1783-1838)
- Wada Nei (1787-1840)
- Shiraishi Chochu (1796-1862)
- Koide Shuki (1797-1865)
- Omura Isshu (1824-1871)